# Victor Zalazar
Victor Zalazar est un boxeur argentin né le 14 juin 1933 à La Paz, dans la province de Córdoba et mort le 30 juin 2017.

## Carrière
Il participe aux Jeux olympiques d'été de 1956 en combattant dans la catégorie des poids moyens et remporte la médaille de bronze.

### Parcours auxJeux olympiques
Jeux olympiques d'été de 1956 à Melbourne (poids moyens) :
- Bat Stig Sjölin (Suède) aux points
- Bat Dieter Wemhöner (Allemagne) aux points
- Perd contre Gennadiy Shatkov (URSS) par KO au 2e round